# Joseph Autran
Joseph Autran (Marsiglia, 20 giugno 1813 – Marsiglia, 6 marzo 1877) è stato un poeta e drammaturgo francese.
Il suo testo teatrale più famoso è La Fille d'Eschyle (1848), che vinse il prix Montyon attribuito dall'Académie française. Le sue successive candidature a quest'ultima istituzione provocarono uno scontro fra cattolici e liberali. Candidato dei cattolici, fu all'inizio costretto a ritirarsi davanti a Octave Feuillet nel 1862, poi perse contro Camille Doucet nel 1865. Infine, una doppia elezione fu occasione di un'intesa tra i due schieramenti, ed assurse all'Académie nel 1868 insieme a Claude Bernard. Seppe riunire attorno a sé molti grandi scrittori del suo tempo, sebbene il suo talento personale non sia stato riconosciuto dai posteri.

## Opere
- Le Départ pour l'Orient: ode à M. Alphonse de Lamartine (1832)
- La Mer: poésies (1835)
- Ludibria ventis: poésies nouvelles (1838)
- L'An 40: ballades et poésies musicales, suivies de Marseille (1840)
- Milianah: poème (1841)
- Italie et Semaine sainte à Rome (1841)
- La Fille d'Eschyle: étude antique en 5 actes, en vers, Parigi, Théâtre de l'Odéon, 9 marzo 1848
- Laboureurs et soldats (1854)
- La Vie rurale: tableaux et récits (1856)
- Les Poëmes de la mer (1859)
- Épîtres rustiques (1861)
- Le Poème des beaux jours (1862)
- Le Cyclope, d'après Euripide (1863)
- Paroles de Salomon (1869)
- Sonnets capricieux (1873)
- La Légende des paladins (1875)
- Œuvres complètes (1875-1882)